# Biescas
Biescas ist der Hauptort und Verwaltungssitz der gleichnamigen Gemeinde (Municipio) in der Provinz Huesca der Autonomen Gemeinschaft Aragonien in Spanien. Der Ort liegt am Ufer des Gállego und bildet den Eingang zum Valle de Tena. Biescas gehört zur Comarca Alto Gállego. Die gesamte Gemeinde Biescas hatte 2024 1.609 Einwohner. Der Ort Biescas liegt in den Pyrenäen auf 860 Meter Höhe. Am 7. August 1996 kam es in Folge von starken Regenfällen zu einem verheerenden Unglück, als auf dem Campingplatz des Ortes eine Schlammlawine 87 Menschen das Leben kostete.

## Gemeindegliederung
| - Biescas - Ainielle - Aso de Sobremonte - Barbenuta - Berbusa - Betés de Sobremonte - Búbal - Casbas - Escuer - Espierre | - Gavín - Javierre del Obispo - Oliván - Orós Alto - Orós Bajo - Piedrafita de Jaca - Polituara - Saqués - Susín - Yosa de Sobremonte |

## Wirtschaft
Der Ort lebt traditionell von der Landwirtschaft, vor allem von der Weidewirtschaft. Im 20. Jahrhundert entwickelte er sich zu einem touristischen Zentrum, das sowohl im Winter als auch im Sommer besucht wird.

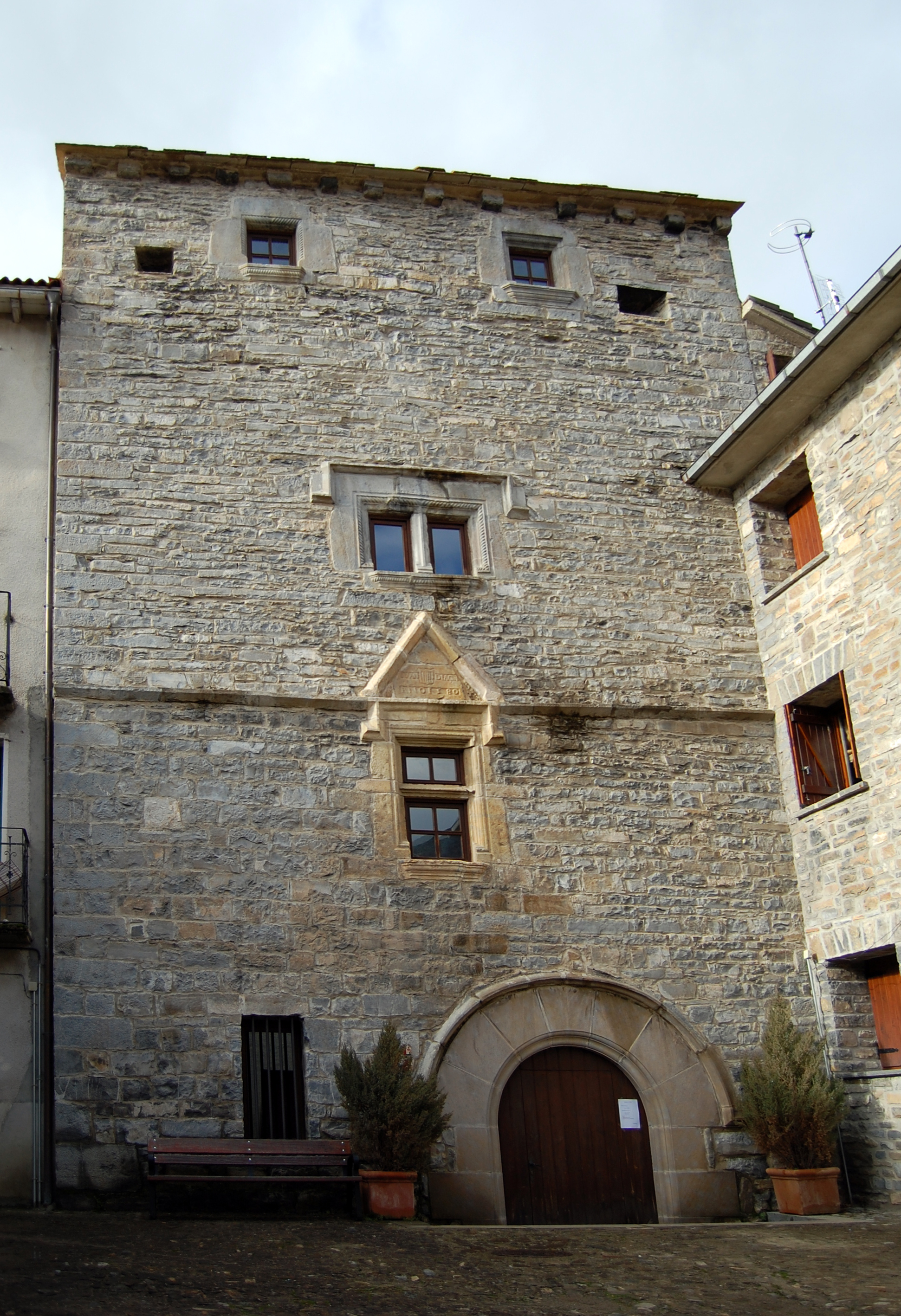
Torraza de Acín

## Sehenswürdigkeiten
- Dolmen von Santa Elena

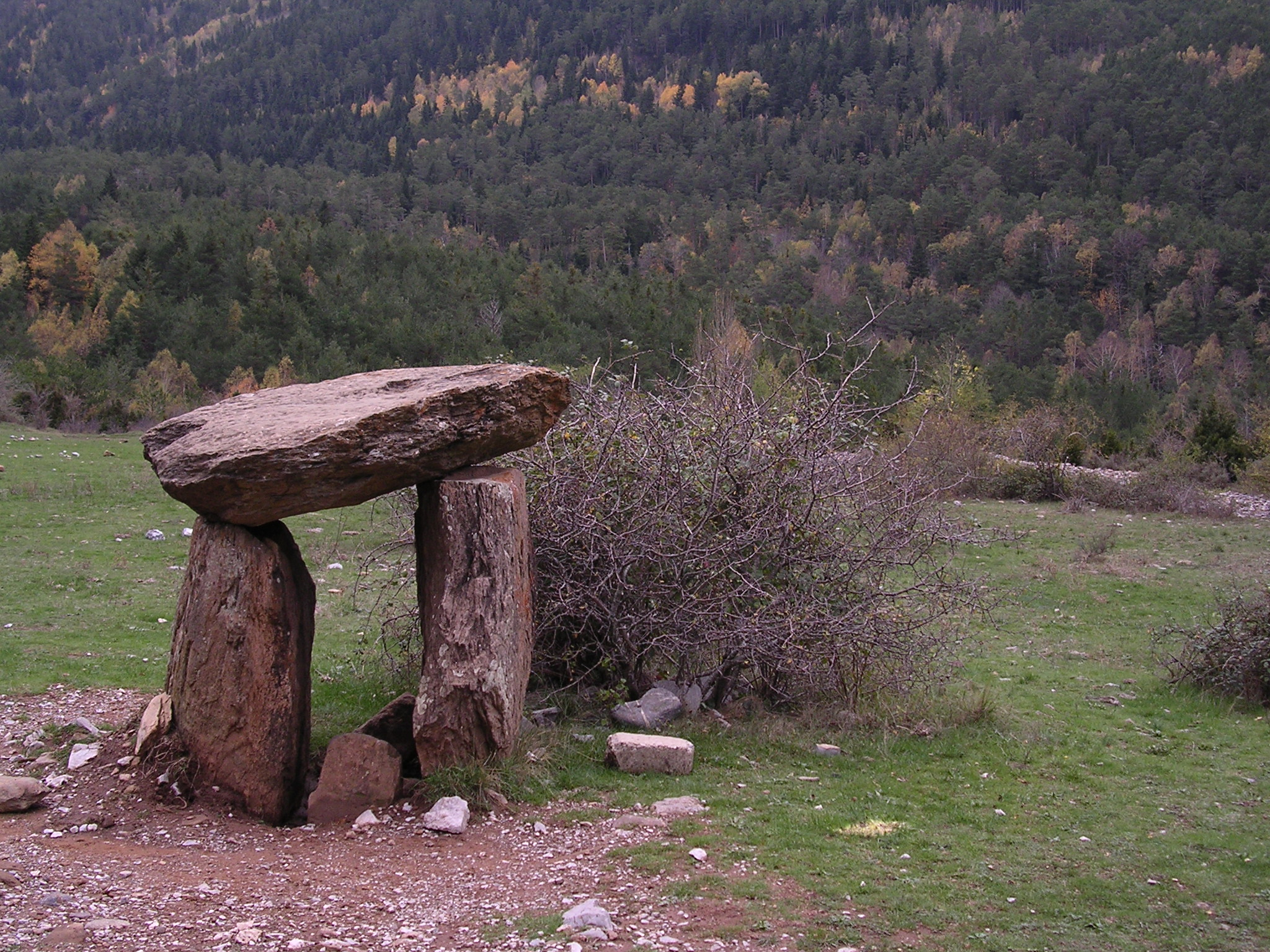
Dolmen von Santa Elena

- Pfarrkirchen El Salvador und San Pedro
- Ermita de Santa Elena
- Ermita de Nuestra Señora de la Collada
- historischer Ortskern mit Plaza Mayor und Rathaus
- Torraza de Acín, mittelalterlicher Wehrturm

## Gemeindepartnerschaften
- Arthez-de-Béarn in Frankreich

## Persönlichkeiten
- Fernando Escartín (* 1968), Radrennfahrer
- Ricardo Mur Saura (* 1962), Priester und Anthropologe
- Máximo Palacio (* 1930), Schriftsteller